# Steinreihe am Myrhøj
Die Steinreihe am Myrhøj (dänisch Stenrække ved Myrhøj) liegt am Løgstørvej bei Aars im Westen von Himmerland, in der Nähe von Ertebølle unweit des Limfjordes, in Dänemark.
Die 70 m lange Steinreihe aus der Bronzezeit (1800 v. Chr. bis 500 v. Chr.) beginnt am Rand des Hügels ist heute das einzige alte Denkmal am Myrhøj und die längste von wenigen erhaltenen Steinreihen im Norden. Nur 9 der 29 Steine standen in situ, die restlichen wurden wieder aufgerichtet.
Die Gegend ist bekannt für die ersten dänischen Zeugnisse der Glockenbecherkultur aus der Steinzeit (2500–2000 v. Chr.) in Form einer Siedlung mit Hausresten. Unter den Fundstücken war auch eine Armschutzplatte aus Schiefer. 
Bereits 1952 wurden südöstlich des Myrhøj ein Grabhügel aus der Bronzezeit und ein Steingrab aus der Eisenzeit festgestellt und erhalten, während der Steinkreis rund um den Grabhügel mit einem Schalenstein mit 54 Schälchen ausgegangen ist. Das Gleiche gilt für einen Stein mit fünf Schälchen und zwei kleine Steine aus der Reihe. 